# Турска леска
Турската леска, наричана още дървовидна леска (Corylus colurna), е дървесен вид от семейство Брезови. 

## Описание
Достига до височина 25 m и възраст 200 години. Кората е сиво-кафява, с плитки надлъжни пукнатини. Листата достигат 15 cm на дължина и са на дълги дръжки. Плодовете му са лешници, събрани от 2 до 8, плодната люспа е много по-дълга от плода и след узряването му се вдървенява. Плодовете и са с добри вкусови качества. Среща се на Балканския полуостров, Мала Азия и Кавказ на надморска височина до 1200 m.

## Галерия
- Плод на турска леска
- Листа и плод
- Кора